# Pinoso
Pinoso község Spanyolországban, Alicante tartományban. Lakosainak száma 8407 fő (2024). Pinoso Villena, Algueña, Monóvar, La Romana, Abanilla, Jumilla és Yecla községekkel határos.

## Népesség
A település lakosságának változását az alábbi diagram mutatja:
| Lakosok száma | 6273 | 6878 | 7315 | 7689 | 7904 | 7663 | 7627 | 7966 | 8142 | 8407 |
|               | 2001 | 2004 | 2006 | 2009 | 2011 | 2014 | 2016 | 2019 | 2021 | 2024 |